# Signet Jewelers
Signet Jewelers, anciennement Ratner Group, est une entreprise de joaillerie d'origine britannique. Son siège est implanté aux Bermudes depuis 2008. En février 2014, Signet Jewelers acquiert Zale Corporation pour 690 millions de dollars. 
Ses marques internationales sont Kay Jewelers, Zales, Jared, H. Samuel, Ernest Jones, Peoples, Piercing Pagoda. Le groupe détient également les marques Gordon’s, JB Robinson Jewelers, Mappins et Marks & Morgan Jewelers. 